# Luke Winder
Luke Winder (* 2. August 1995 in Plainfield, Illinois) ist ein US-amerikanischer Leichtathlet, der sich auf den Stabhochsprung spezialisiert hat.

## Sportliche Laufbahn
Luke Winder wuchs in Plainfield in Illinois auf und studierte von 2015 bis 2019 am North Central College. 2022 startete er bei den Weltmeisterschaften in Eugene und schied dort mit übersprungenen 5,65 m in der Qualifikationsrunde aus. Anschließend gewann er bei den NACAC-Meisterschaften in Freeport mit 5,05 m die Silbermedaille hinter dem Kubaner Eduardo Nápoles.

## Persönliche Bestleistungen
- Stabhochsprung: 5,75 m, 29. Mai 2022 in Chula Vista
  - Stabhochsprung (Halle): 5,56 m, 11. Februar 2022 in Chicago